# 오가치군

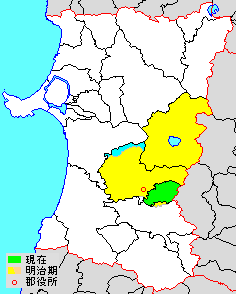
오가치 군의 위치

오가치군(일본어: 雄勝郡, おがちぐん)은 일본 우고국 및 아키타현의 남동부에 위치하는 군이다.
인구 14,865명, 면적 434.47km², 인구밀도 34.2명/km².(2025년 3월 1일, 추계인구)
이하 1정 1촌으로 구성된다.
- 우고정(羽後町)
- 히가시나루세촌(東成瀬村)

## 역사
- 2005년 3월 22일 - 이나카와 정·오가치 정·미나세 촌이 유자와 시와 합병해 유자와시가 성립, 군에서 이탈하였다.